# 宝光寺
宝光寺位于中国四川省成都市新都区，是全国重点文物保护单位之一。宝光寺占地10万平方米，由400余根大石柱构成。内置有文物：唐代舍利宝塔、梁代玉佛和石雕舍利塔，还有蜀汉章武铜鼎、唐代显庆陶塔、元代金银粉写的《华严经》以及舍利子、优昙花和贝叶经等。1956年8月16日公佈為四川省第一批歷史及革命文物保護單位。1980年7月7日重新公佈為四川省第一批文物保護單位。2001年6月25日列為第五批全國重點文物保護單位。

## 寺庙布局
- 山门

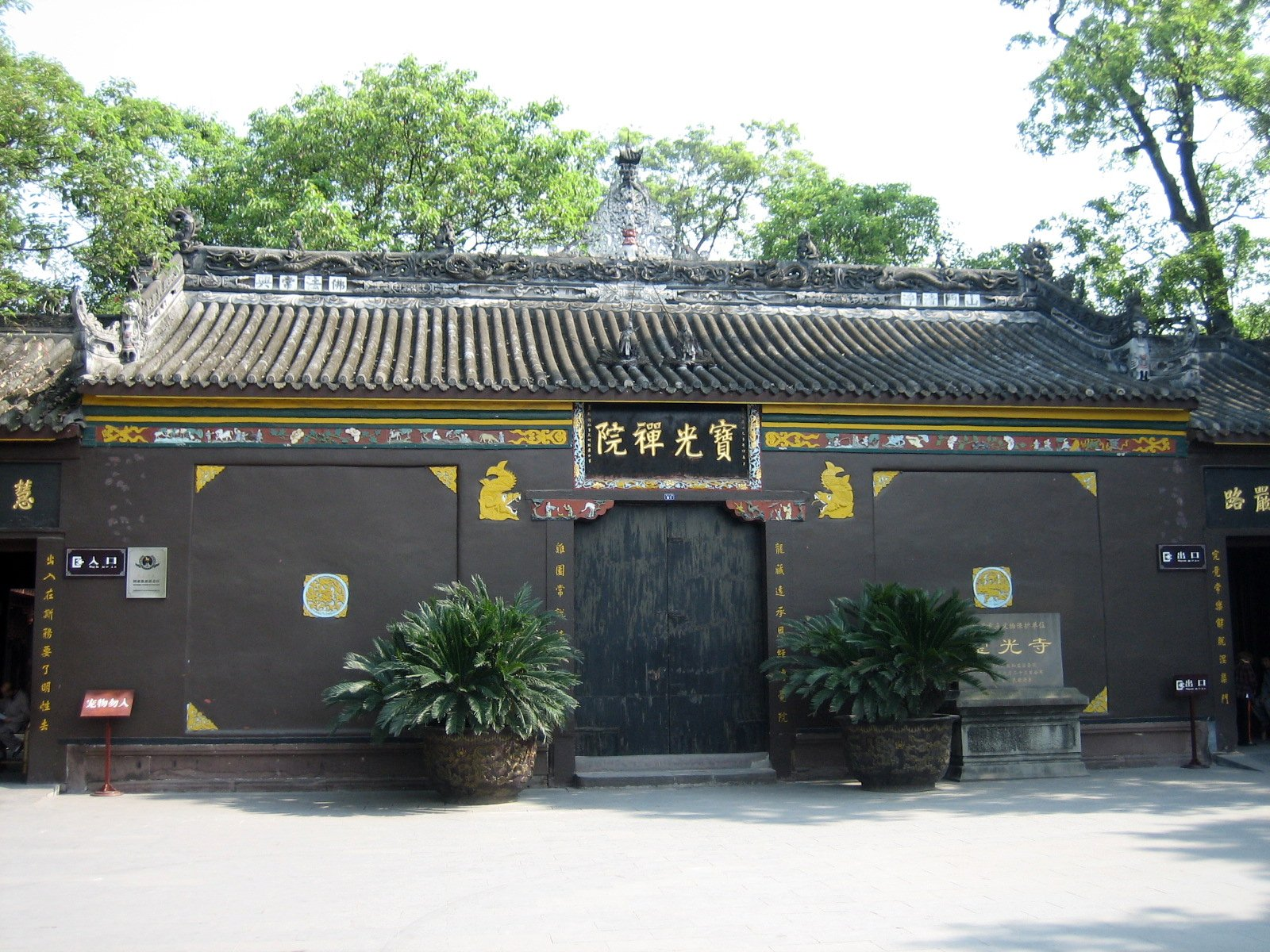
山门

建于乾隆年间，内设有法神、金刚力士和明代县人杨廷和杨升庵的塑像。
- 天王殿

天王殿又名尊胜殿，1799年（清嘉庆四年）佛德和堂建，1830年（道光十年）月和堂建，中间供奉弥勒菩萨，两侧供奉四大天王，殿檐悬挂“一代禅宗”的匾额。殿后有1413年（明代永乐十一年）石刻的《尊胜陀罗尼咒》经文。
- 舍利塔

此塔位于天王殿与七佛殿之间。建自唐僖宗中和年间，现为密檐式十三级四面塔，高约二十公尺，每级四面各嵌佛像三座。塔底以石布置，底层正面龛内置释迦牟尼佛座像。每级悬挂铜质风四个，全塔供铜、石、玉等质料雕铸造的佛像一百四十尊，舍利子十三粒。因塔體傾斜，被稱作“東方斜塔”。
- 七佛殿

宽五间，深四间，单檐歇山式，殿前檐柱下有两个浮雕盘龙石础。1861年（清咸丰十一年）真印和尚募建，殿内三龛高五十公分的须弥座上，供世间庆大威德自在光明如来、多宝如来、宝胜如来、妙色身如来、广博身如来、离怖畏如来、阿弥陀如来等七佛立像，分别高4.4米和3.1米。佛龛前供1.36米汉白玉卧佛，是1991年缅甸佛教徒捐赠。
- 大雄殿

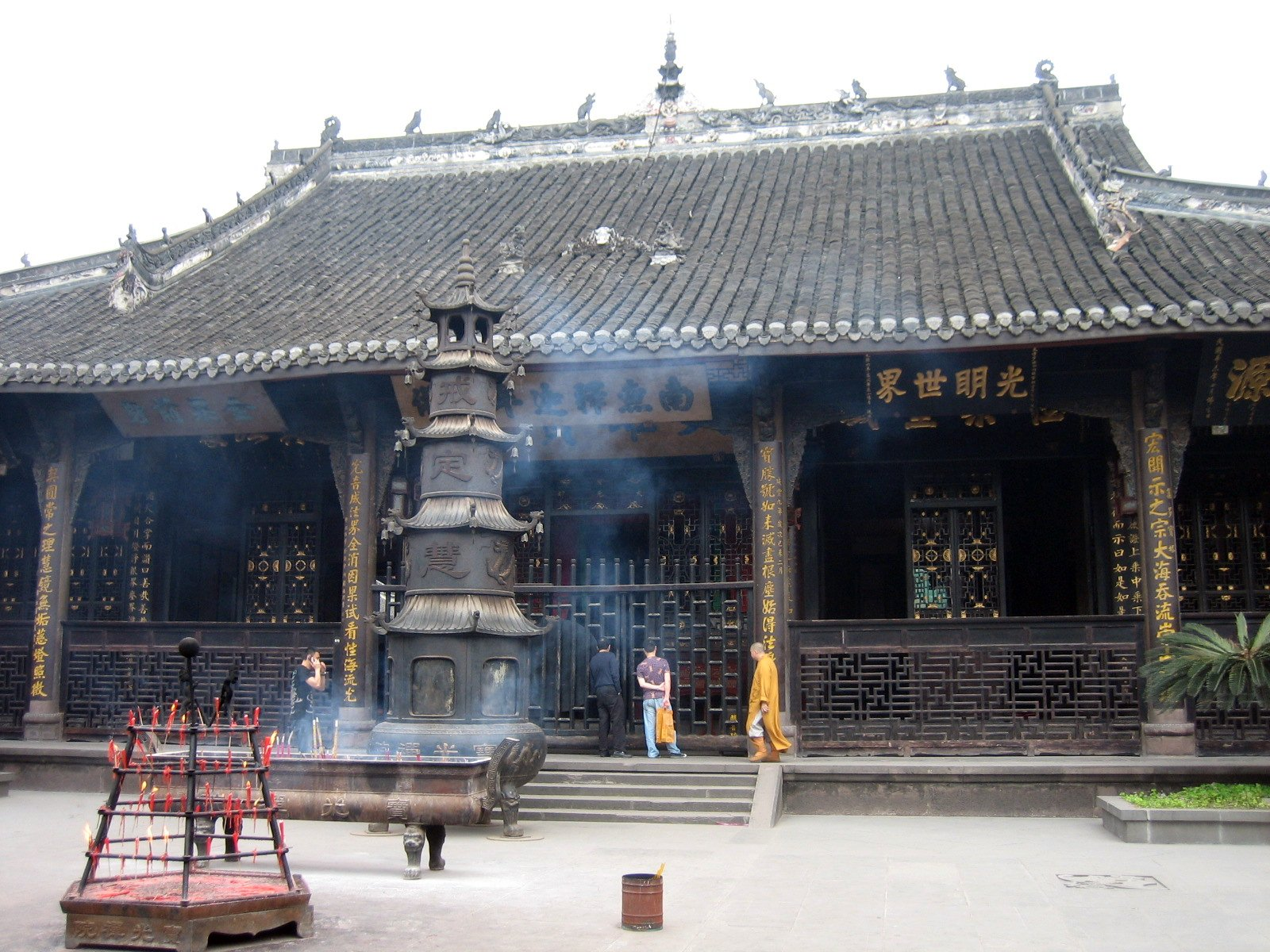
大雄殿

高五丈，广五楹，面积七百平方米，清笑宗印密初建，乾隆年间恢章和尚改建，道光年间妙胜和尚重建。全殿用四十二根石柱支撑，雄伟壮严。殿中供奉释迦牟尼佛，两旁立迦叶、阿难尊者。殿中悬挂一副揭遏：“世外人法无定法，然后知非法法也；天下事了犹未了，何妨以不了了之。”
- 藏经楼

高17米、宽40米、深18米，全是石柱支撑，清道光年间妙胜和尚修建。上为藏经楼，藏有敦煌藏经四十三册，房山石经二十二册，北藏经和频伽藏经各一部，共728函，7280卷。殿中供千手观世音菩萨像。四壁有诸天画像。藏经楼楼下为说法堂，为历代方丈说法处。
- 念佛堂

位于寺院东侧自南向北的极乐堂后面，堂高10米，宽九楹，清同治年间真印和尚建。堂中有石舍利塔一座，高约5.5米，直径2米，由三块巨石镂空雕成，呈六方宫殿式。塔内雕刻有以释迦牟尼佛的故事为中心的各式各样人物、花卉和飞禽走兽。历代皆以此作净土宗道场。
- 罗汉堂

堂高约10米，广深40米，面积一千六百平方米，全堂由一百根石柱支撑，堂内工整地布置着四个天井，平面如一“田”字，殿中塑有五百罗汉像和毕提菩萨像。全殿共塑菩萨、罗汉以及历代祖师共五百五十七尊，每尊高约1.7米，殿中央供奉高6.6米的千手千眼观世音菩萨。